# لورا مارتينيز دي كارفاغال
لورا مارتينيز دي كارفاغال هي طبيبة عيون وطبيبة كوبية، ولدت في 27 أغسطس 1869، وتوفيت في 24 يناير 1941.